# Mühlacker
Mühlacker – miasto w Niemczech, w kraju związkowym Badenia-Wirtembergia, w rejencji Karlsruhe, w regionie Nordschwarzwald, w powiecie Enz, siedziba wspólnoty administracyjnej Mühlacker. Leży w Strombergu, ok. 12 km na północny wschód od Pforzheim, przy drodze krajowej B10 i linii kolejowej InterCity (Karlsruhe–Stuttgart).

## Dzielnice
Dürrmenz, Enzberg, Großglattbach, Lienzingen, Lomersheim oraz Mühlhausen.

## Transport
W mieście znajduje się stacja kolejowa Mühlacker.

## Galeria

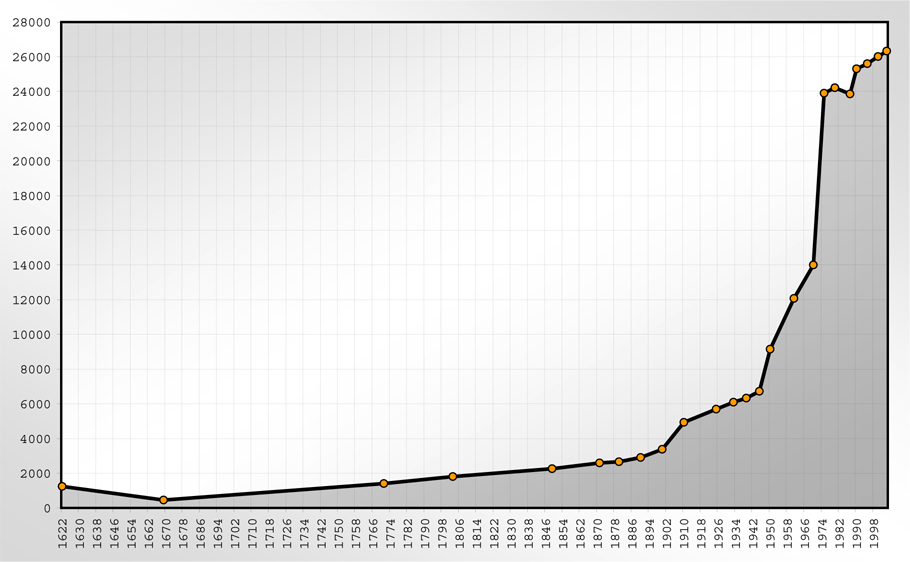
Liczba ludności od 1622 do 1998
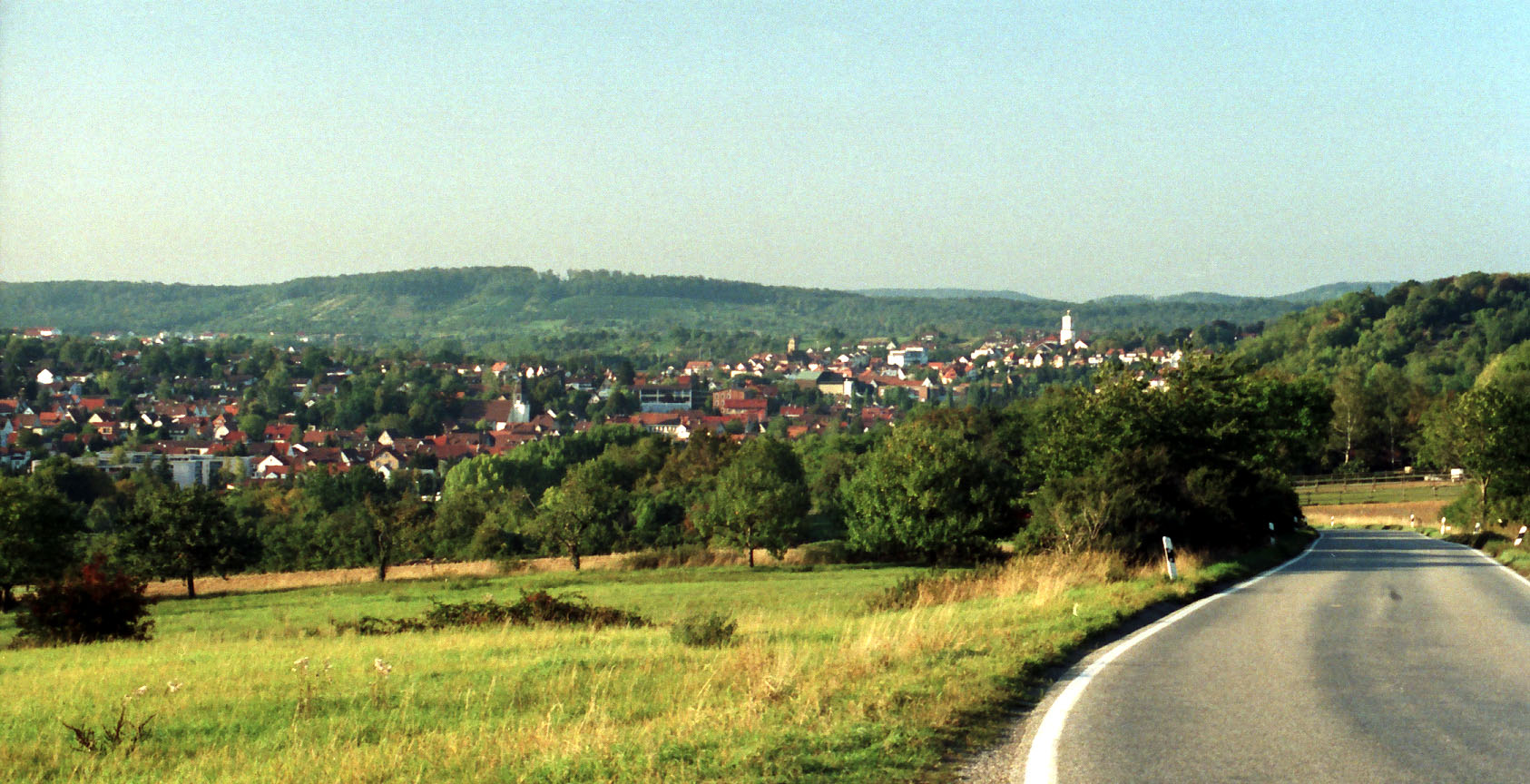
Panorama miasta
Kościół pw. Najświętszego Serca Jezusowego (Herz-Jesu)
Kościół pw. św. Pawła (St. Paulus)
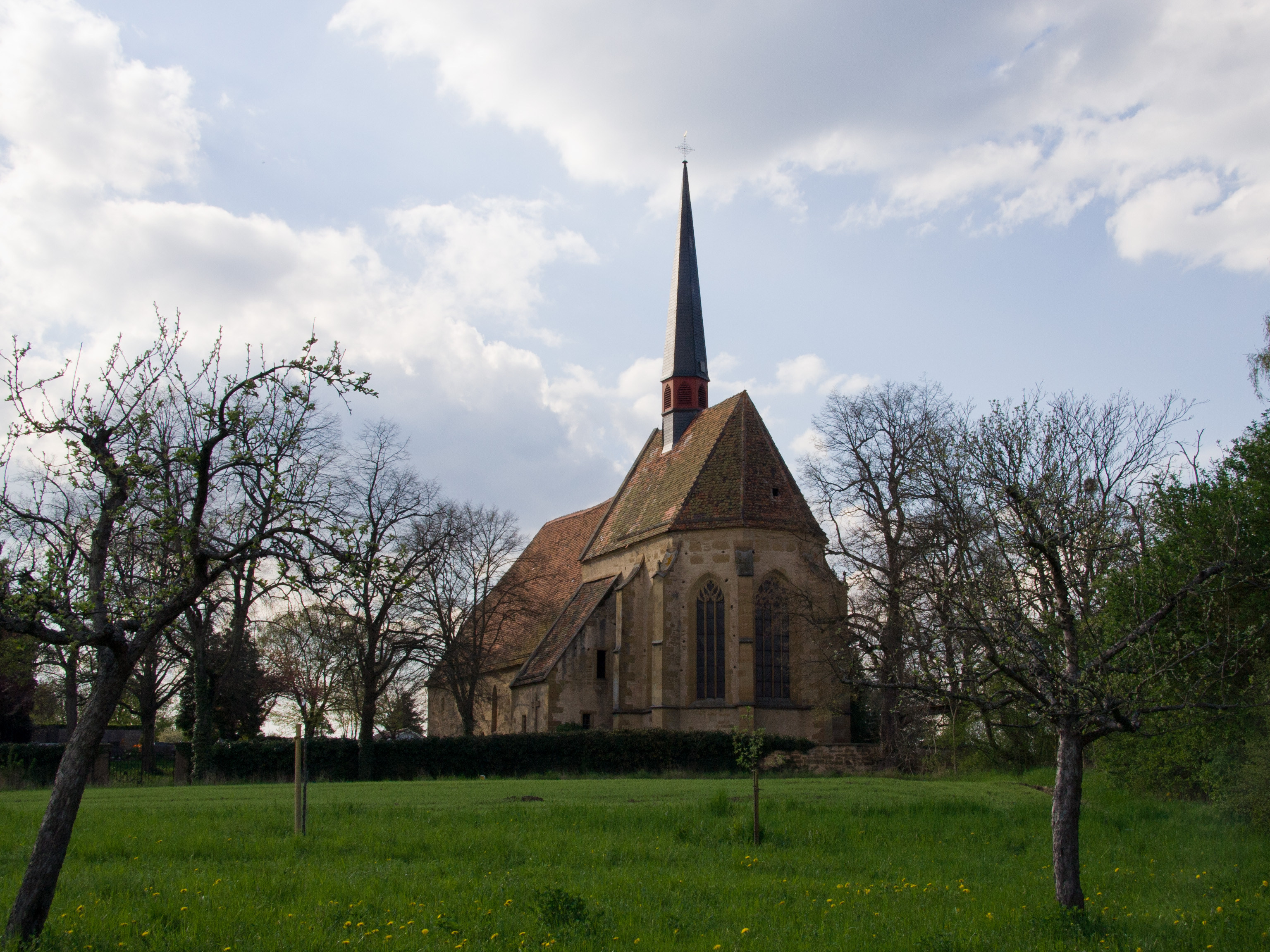
Kościół pw. NMP (Liebfrauen)
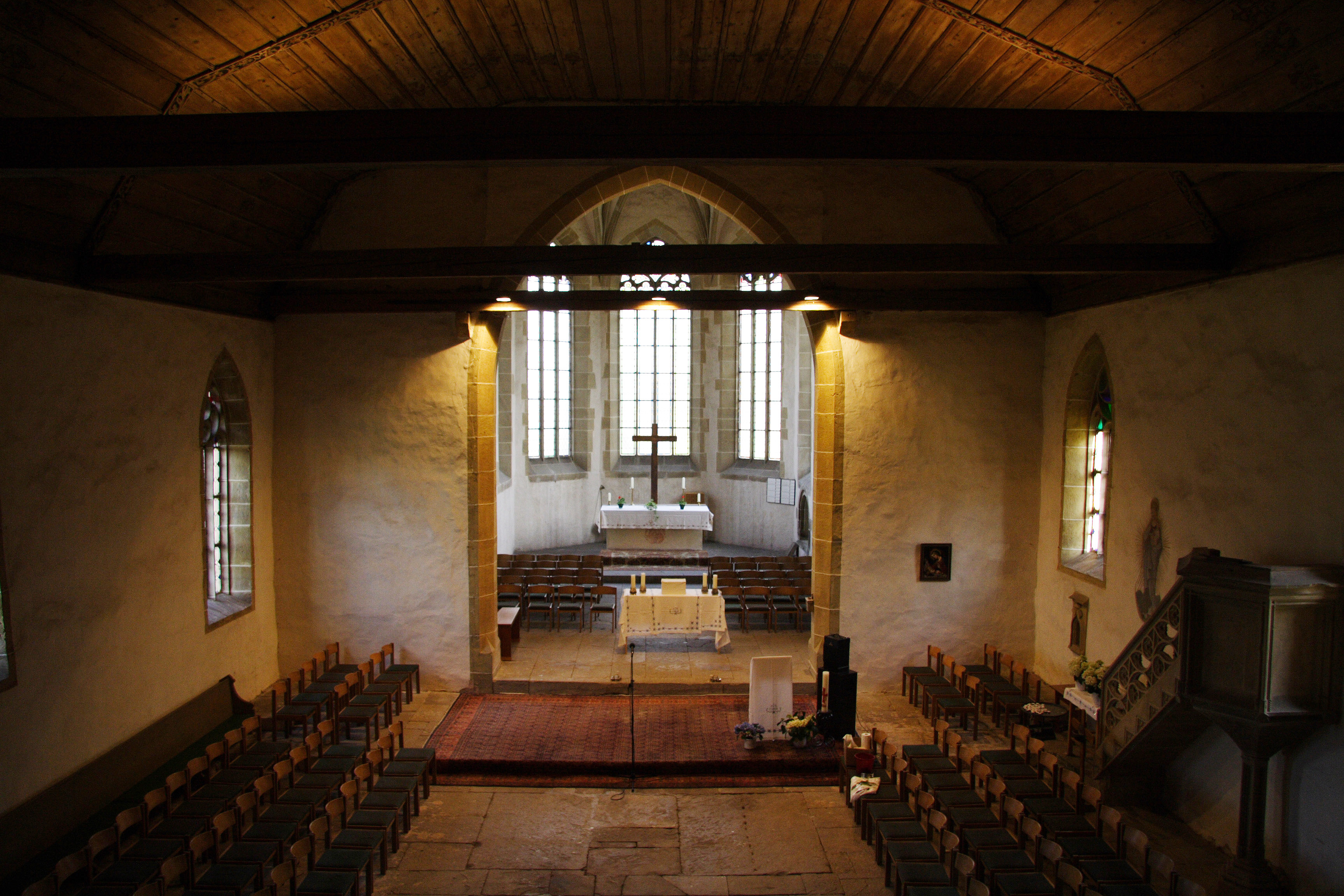
Wnętrze pw. NMP
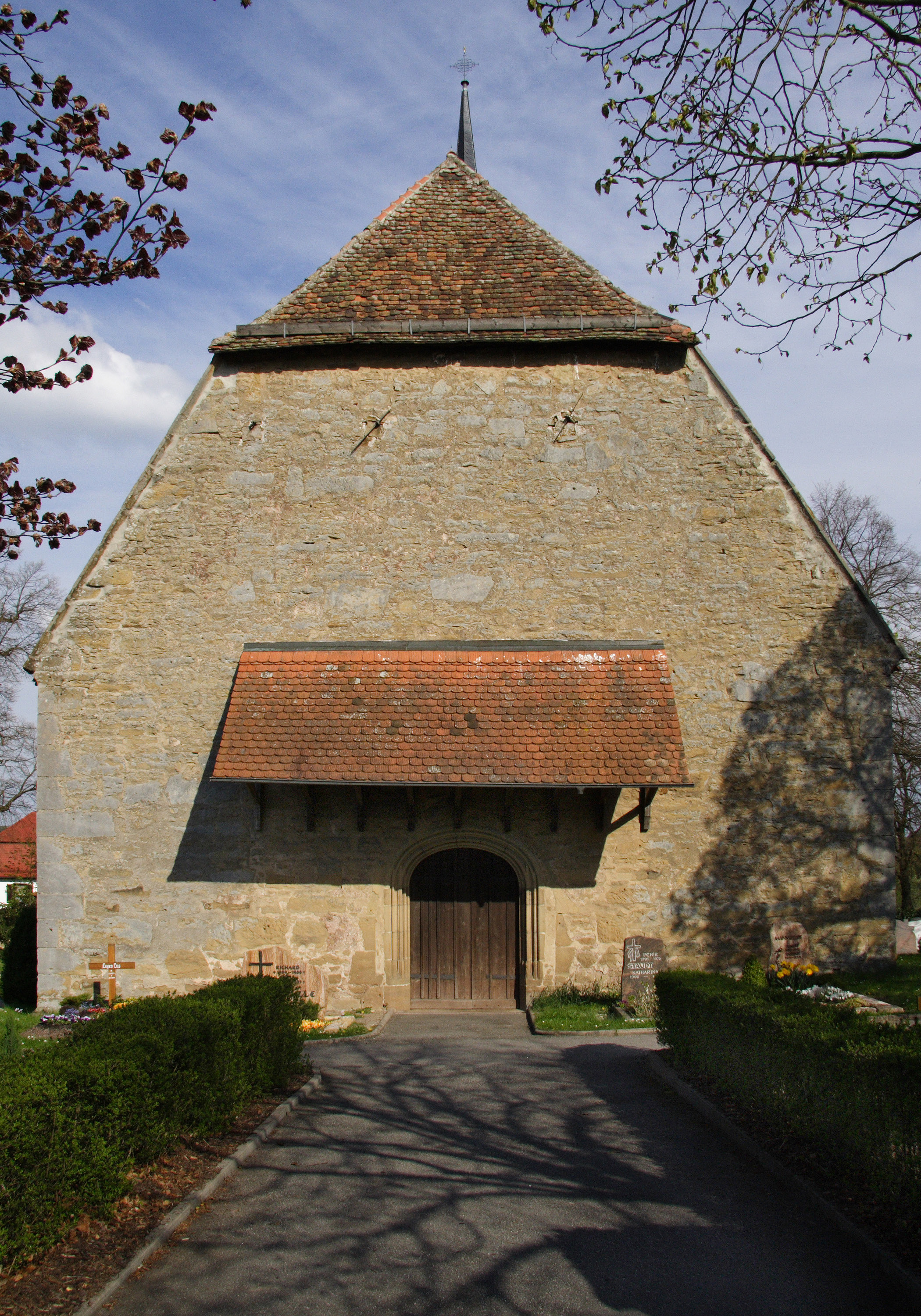
Fasada pw. NMP